# Charles F. Bolden
Pour les articles homonymes, voir Bolden.

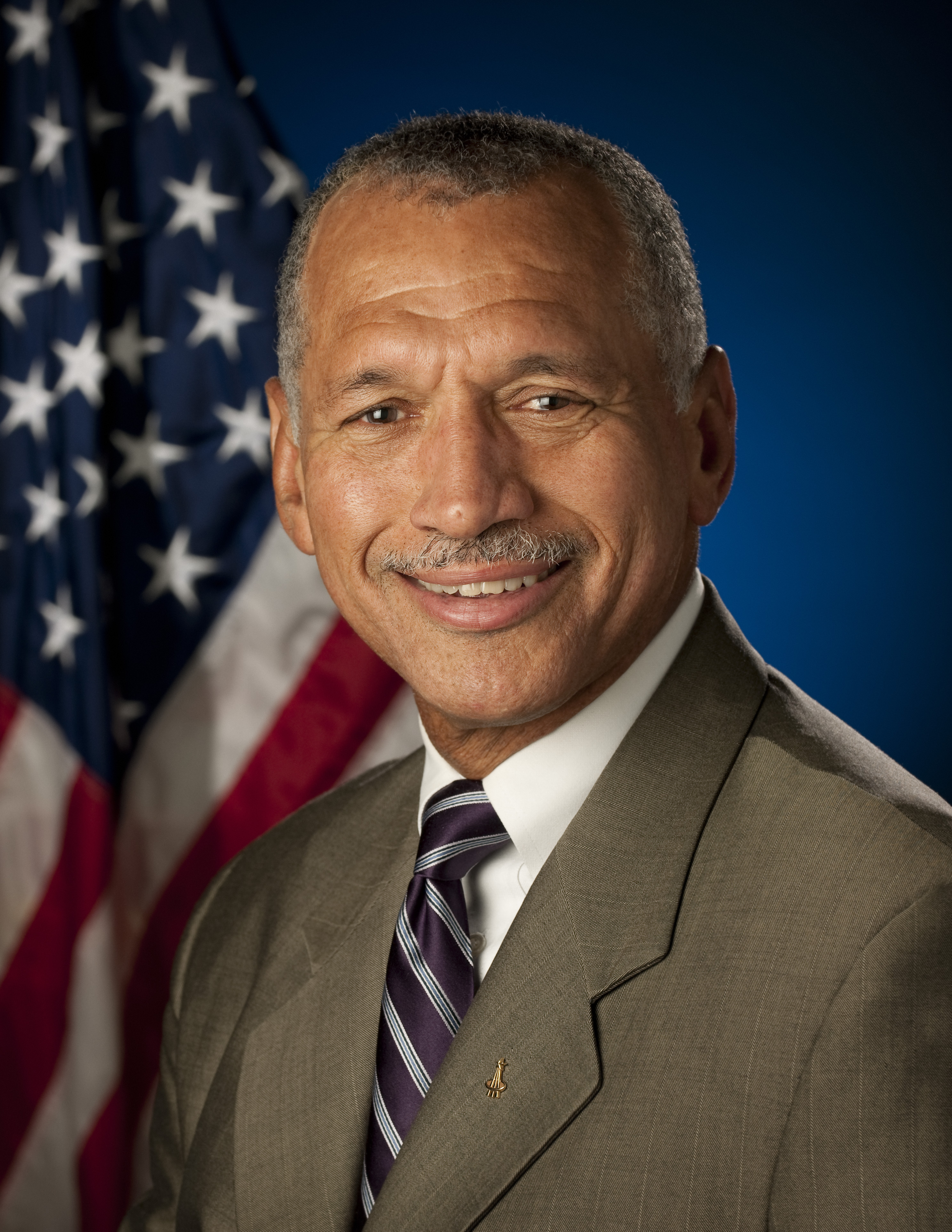
Charles F. Bolden

Charles Frank « Charlie » Bolden, Jr. (né le 19 août 1946 à Columbia en Caroline du Sud aux États-Unis) est un ancien administrateur de la NASA, major-général de l'United States Marine Corps et astronaute de la NASA.
Il sort diplômé de l'Académie navale d'Annapolis en 1968 puis devient pilote d'essai dans les marines des États-Unis qu'il sert durant 34 ans. Après avoir été astronaute pour la NASA pendant 14 ans, il retourne en 1994 à l'Académie navale en tant que commandant adjoint des aspirants. Charles Bolden est nommé administrateur de la NASA le 23 mai 2009 par le président Barack Obama et Lori Garver administrateur adjoint. Cette nomination est confirmée par le Sénat le 15 juillet 2009. Il est le premier Afro-Américain nommé à la tête de l'Agence spatiale américaine.
Le 12 janvier 2017, Bolden annonce sa démission lors d'une réunion au siège de la NASA à Washington D.C. Il quitte ses fonctions le 19 janvier 2017. Robert M. Lightfoot Jr. est nommé  administrateur intérimaire de la NASA.

## Formation
Bolden sort diplômé en 1964 du lycée C. A. Johnson de Columbia en Caroline du Sud, où son père était entraîneur de football. Il obtient une licence scientifique en électricité de l'Académie navale d'Annapolis en 1968 puis en 1977 une maîtrise scientifique en gestion des systèmes de l'université du Sud de la Californie.

## Carrière militaire
Après être sorti diplômé de l'Académie navale d'Annapolis en 1968, Bolden devient sous-lieutenant dans le Corps des Marines des États-Unis. Il commence par suivre une formation de pilote à Pensacola en Floride, à Meridian dans le Mississippi et à Kingsville au Texas avant d'être désigné pilote naval en mai 1970. Il effectue plus de 100 vols au Vietnam du nord et au sud, au Laos et au Cambodge, sur la version A-6A du Grumman A-6 Intruder il est alors affecté à l'escadron VMA(AW)-533 sur la base américaine Royal Thai Air Base Nam Phong en Thaïlande entre juin 1972 et juin 1973.
À son retour aux États-Unis, Bolden commence une tournée de deux ans en tant qu'officier de sélection du Corps de la marine et officier de recrutement à Los Angeles en Californie, suivi de trois ans sur différentes missions dans le Corps des Marines nommé Marine Corps Air Station El Toro en Californie. En juin 1979, il sort diplômé de l'École de pilote d'essai navale des États-Unis de la Naval Air Station Patuxent River dans le Maryland puis il est affecté à la « direction des tests et systèmes d'ingénierie des avions » de la Naval Air Test Center. Il est pilote d'essai de matériels militaires et durant ses nombreux projets de test, vole sur des avions tels que le Grumman A-6E et EA-6B et le Corsair A-7C/E. Il totalise environ 6 000 heures de vol en avion.
Bolden est sélectionné comme candidat astronaute de la NASA en 1980. Jusqu'en 1994 il est membre du Corps des astronautes de la NASA puis à partir du 27 juin 1994 il reprend son service dans le corps des Marines comme commandant adjoint des aspirants à l'Académie navale. En juillet 1997, il est désigné commandant adjoint de l'1 Marine Expeditionary Force (1 MEF). De février à juin 1998, il sert en tant que commandant général des forces 1 MEF pour soutenir l'opération « tonnerre du désert » au Koweït. En juillet 1998, il est promu au grade de major général et remplit ses fonctions en tant que commandant adjoint de la division United States Forces Japan. Il occupe par la suite le poste de commandant général de la troisième unité d'aviation nommée 3rd Marine Aircraft Wing à partir du 9 août 2000 jusqu'au mois d'août 2002. Il quitte ensuite l'armée en août 2004.

## Carrière à la NASA
Sélectionné par la NASA en mai 1980, Bolden est devenu astronaute en août 1981. Il occupe alors diverses responsabilités sur des missions techniques, liées à la sécurité et à la fiabilité au centre de vol spatial Marshall et au centre spatial Kennedy ou au centre spatial Lyndon B. Johnson. Il est aussi le principal astronaute chargé des vérifications et tests de véhicules au centre spatial Kennedy et est également à partir du 28 avril 1992 assistant de l'administrateur adjoint à la direction de la NASA.
Bolden a effectué quatre vols spatiaux et totalise plus de 680 heures dans l'espace. Lors de ces vols, il est pilote à bord de la navette spatiale Columbia pour la mission STS-61-C du 12 au 18 janvier 1986 ainsi que sur la navette Discovery durant la mission STS-31 du 24 au 29 avril 1990. Bolden est nommé commandant de la mission STS-45 (24 mars 1992 au 2 avril 1992) ainsi que pour la mission STS-60 (3 au 11 février 1994).

### Expérience spatiale
En janvier 1986, Bolden est pilote de la navette spatiale Columbia lors de la mission STS-61-C qui durera six jours. L'équipage doit déployer le satellite SATCOM KU-I et mener des expériences en astrophysique et d'études de matériaux. La mission est lancée du centre spatial Kennedy le 12 janvier et se termine le 18 par un atterrissage de nuit réussi sur la base californienne Edwards Air Force Base après avoir accompli 96 orbites de la Terre.
Bolden est également pilote sur sa mission suivante, STS-31 lancée le 24 avril 1990 mais cette fois-ci à bord de la navette Discovery. La mission dure cinq jours au cours de laquelle le télescope spatial Hubble est placé sur orbite à 612 km et diverses expériences scientifiques ainsi que des photographies sont menées, notamment la croissance de cristaux de protéines en microgravité, la mesure du niveau de rayons gamma dans la cabine de l'équipage ou l'observation de la Terre à haute altitude avec l'utilisation d'un appareil photographique de type IMAX. Après avoir fait 80 fois le tour de la Terre, l'orbiteur atterrit avec succès sur la base Edwards le 29 avril 1990.
Pour sa troisième mission dans l'espace, Bolden commande six membres d'équipage à bord de la navette Atlantis. La mission STS-45 est lancée le 24 mars 1992 depuis le centre spatial Kennedy. La mission dure neuf jours durant lesquels l'équipage effectue les douze expériences du programme nommé Atmospheric Laboratory for Applications and Science (ATALS-1) à bord du laboratoire à microgravité modulaire Spacelab. Des résultats issus d'ATLAS-1 sur la composition atmosphérique et de propriétés physiques ont contribué de manière significative à améliorer notre compréhension du climat et de l'atmosphère. Après avoir accompli 143 orbites de la Terre, l'orbiteur atterri au centre spatial Kennedy le 2 avril 1992.
Bolden commande également l'équipage de la mission STS-60 à bord de la navette Discovery lancée le 3 février 1994. La charge de la navette est principalement constituée du module-laboratoire Spacehab et de la plateforme expérimentale Wake Shield Facility qui doit réaliser dans l'espace des couches minces de matériaux pour des applications électroniques. L'équipage a aussi réalisé une série d'activités scientifiques américano-russe. Après 130 orbites de la Terre, la mission se termine par un atterrissage au centre spatial Kennedy le 11 février 1994.

## Hommages et distinctions
- 2012 : docteur honoris causa de l'université de Liège[6].
- 2017 : docteur honoris causa  de l'université d'État de l'Ohio, en Administration publique[7]
- 2021 : L'astéroïde (97508) Bolden a été nommé en son honneur le 27 janvier 2021, dans la Minor Planet Circular no 128943[8].